# Stąporków
Stąporków est une ville de la voïvodie de Sainte-Croix et du powiat de Końskie. Elle est le siège de la gmina de Stąporków ; elle s'étend sur 10,94 km2 et comptait 5 946 habitants en 2008.